# Volksparkstadion
Volksparkstadion – stadion piłkarski w Hamburgu. Główny obiekt klubu piłkarskiego Hamburger SV.

## Historia
Stadion oddano do użytku w 1953 jako Volksparkstadion. Trzykrotnie gościła na nim polska reprezentacja, trzykrotnie remisując z gospodarzami – 20 maja 1959 1:1, 17 listopada 1971 (podczas eliminacji do Mistrzostw Europy w Belgii), uzyskując – z przyszłym mistrzem kontynentu – wynik bezbramkowy. Takim samym wynikiem zakończył się mecz towarzyski rozegrany 13 maja 2014.

W trakcie Mistrzostw Świata w 1974 rozgrywano na nim mecze pierwszej grupy, w tym spotkanie RFN – NRD, sensacyjnie przegrane przez gospodarzy, późniejszych Mistrzów Świata, 0:1 i dający ekipie NRD I. miejsce w grupie.

Podczas Mistrzostw Europy, 21 czerwca 1988 rozegrano na nim jeden z meczów półfinałowych pomiędzy gospodarzami a przyszłymi zdobywcami trofeum – Holandią, przegrany przez Niemców 1:2.
W latach 1998-2000 został przebudowany kosztem 97 mln € i w 2000 roku oddany do użytku. Na inaugurację został na nim rozegrany mecz Niemcy – Grecja. Po przebudowie stadion posiada 57 274 miejsc, w tym 50 000 siedzących oraz 50 lóż (wcześniej jego widownia mogła pomieścić 61 200 widzów). W 2001 roku został przemianowany na AOL Arena, za którą AOL zapłaciło 15,3 mln €. 4 lipca 2007 stadion został przemianowany na HSH Nordbank Arena, za którą HSH Nordbank zapłacił 25 mln €. Od 1 lipca 2010 do 2015 roku stadion nosił nazwę Imtech Arena.
Jest to jeden ze stadionów, na których odbyły się mecze Mistrzostw Świata w 2006 – spotkania grupowe grupy czwartej oraz jedno ze spotkań ćwierćfinałowych. Na czas rozgrywania MŚ stadion został przemianowany na "FIFA WM-Stadion Hamburg".
Na terenie stadionu zainstalowano zegar, który do 12 maja 2018 odmierzał czas gry HSV w niemieckiej Bundeslidze (od początku rozgrywek - dokładnie 54 lata, 261 dni, 36 minut i 10 sekund). Po pierwszym w historii spadku ekipy z Hamburga, zegar został zatrzymany a następnie przestawiony. Pokazuje teraz czas jaki upłynął od momentu założenia klubu. 

## Galeria

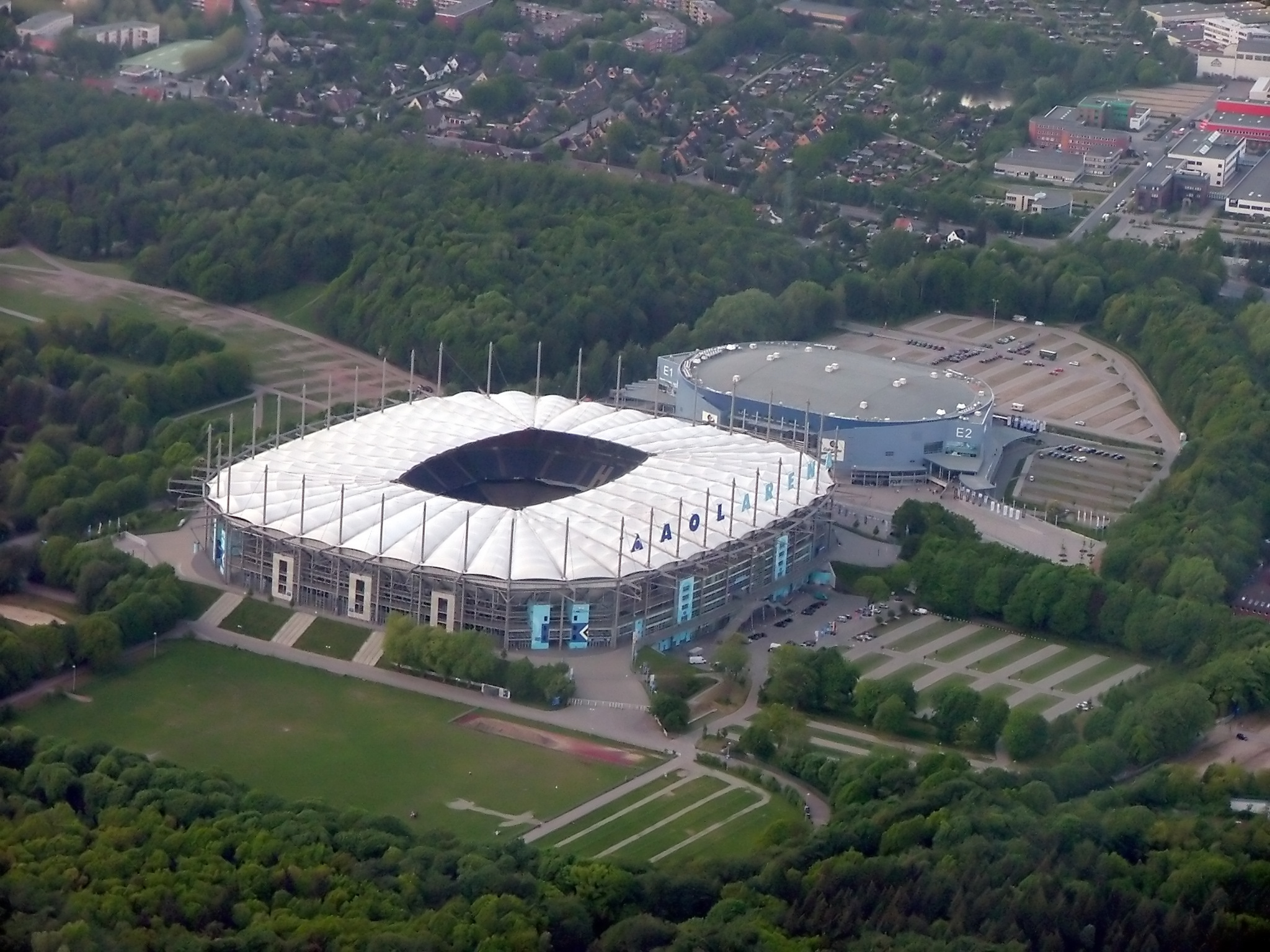
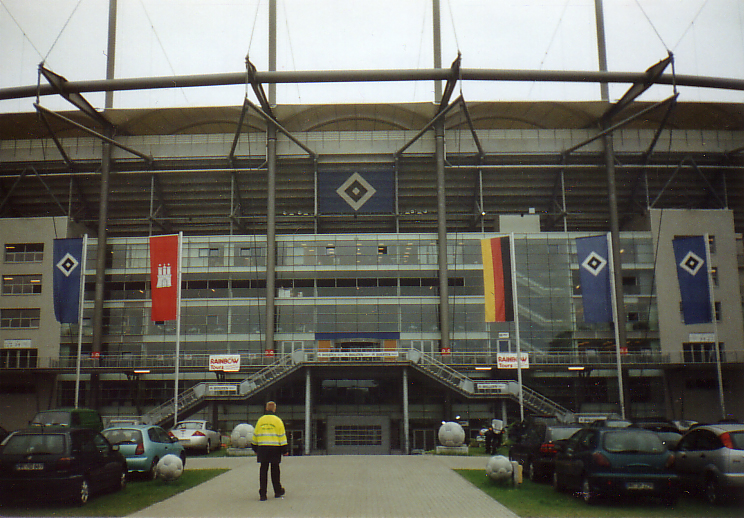
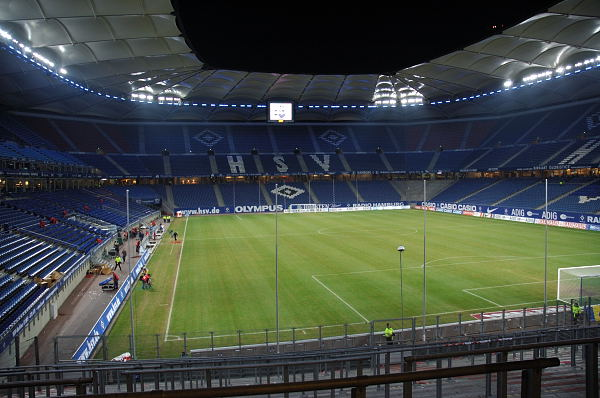
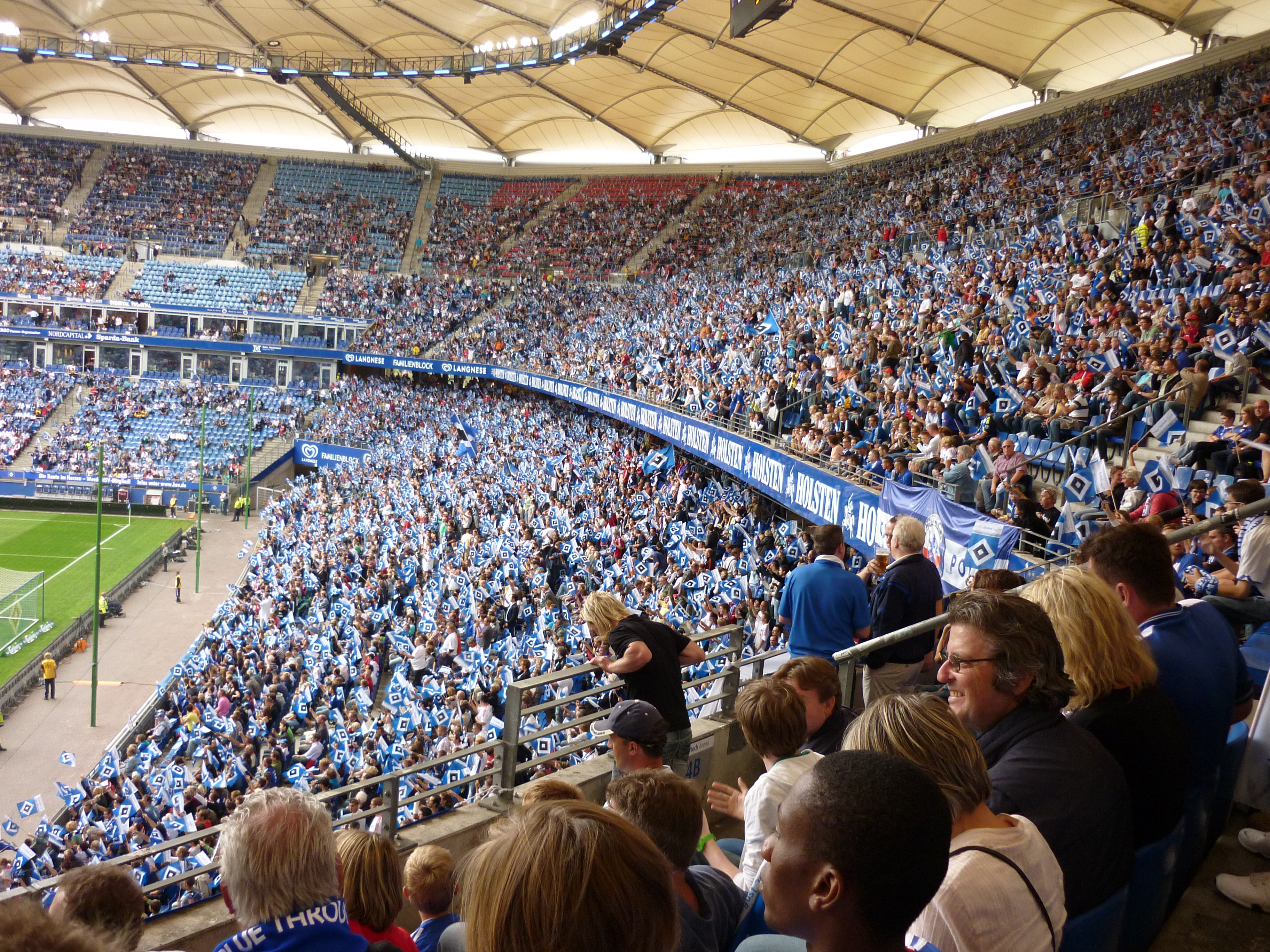